# Anathallis aristulata
Anathallis aristulata là một loài lan.